# Robert Harvey (1er baronnet de Langley Park)
Robert Bateson Harvey, 1er baronnet, de Langley Park (17 novembre 1825 - mars 1887), est un homme politique du Parti conservateur anglais qui siège à la Chambre des communes pendant deux périodes entre 1863 et 1885.

## Biographie
Harvey est le fils de Robert Harvey de Langley Park, shérif du Buckinghamshire, et de son épouse Jane Jemima Collins, fille de John Raw Collins de Hatch Court, Somerset. Son père est un fils illégitime de Robert Bateson-Harvey, 1er baronnet (décédé en 1825). Harvey fait ses études au Collège d'Eton et à Christ Church, à Oxford. Il est capitaine dans le 5th Buckinghamshire Rifle Volunteers puis dans la Royal Buckinghamshire Yeoman Cavalry. Il est juge de paix et lieutenant adjoint du Buckinghamshire . Le domaine de Langley Park dans le Buckinghamshire est acheté par son grand-père en 1788 et lui est transmis.
En 1863, Harvey est élu député du Buckinghamshire et occupe le siège jusqu'en 1868. En 1868, il est créé baronnet de Langley Park,. Il est réélu député du Buckinghamshire en 1874 et occupe le siège jusqu'en 1885.
Harvey épouse d'abord en 1855 Diana Jane Creyke, fille de Stephen Creyke, archidiacre d'York, et en secondes noces en 1874 Magdalene Breadalbane Anderson, fille de John Pringle, 5e baronnet et veuve d'Alexander Anderson de la Nouvelle-Galles du Sud.